# András Baranyecz
András Baranyecz (* 23. Februar 1946 in Budapest; † 5. Januar 2010 ebenda) war ein ungarischer Radrennfahrer und nationaler Meister im Radsport.

## Sportliche Laufbahn
1960 begann er mit dem Radsport in einem kleinen Budapester Radsportverein (Budapesti Vörös Meteor Kerékpáros). Er war Teilnehmer der Olympischen Sommerspiele 1968 in Mexiko-Stadt, wo er im Sprint und im Tandemrennen mit seinem Standardpartner Richárd Bicskey (9. Platz) an den Start ging.
Seine nationalen Meistertitel gewann er in folgenden Disziplinen und Jahren:
- 1966 Mannschaftsverfolgung (mit Miklós Eszlári, Tibor Lendvai und László Magyar)
- 1966 Zweier-Mannschaftsfahren mit László Magyar (Vasas)

- 1966 Tandemrennen (mit László Sleisz)

- 1967 Mannschaftsverfolgung (mit Tibor Lendvai, László Magyar und István Nagy)

- 1968 Mannschaftsverfolgung (mit Ferenc Keserű, László Magyar und Attila Petróczy)

- 1968 Sprint

- 1968 Tandemrennen (mit Tibor Lendvai)

- 1969 Mannschaftsverfolgung (mit Tibor Lendvai, László Magyar und István Nagy)

- 1969 Tandemrennen (mit Tibor Lendvai)[1]

## Berufliches
Er begann seine Trainerkarriere 1973 beim Verein KSI, später trainierte er den Nachwuchs von Ferencváros, Ganz Mávag und schließlich BVSC. Von 1986 bis 1990 unterrichtete er an der Hochschule für Leibeserziehung. Von 1994 bis 2001 war er Präsident des Ungarischen Radsportverbandes.